# Aéroport de Jingdezhen Luojia
L'aéroport de Jingdezhen Luojia (chinois : 景德镇罗家机场 ; pinyin : jǐngdézhèn luójiā jīchǎng) (code IATA : JDZ • code OACI : ZSJD) est l'aéroport civil de la ville-préfecture de Jingdezhen, au Nord de la province du Jiangxi, en République populaire de Chine.

## Compagnies aériennes et destinations
| Compagnies             | Destinations                                                                      |
| ---------------------- | --------------------------------------------------------------------------------- |
| Air China              | Pékin-Capitale                                                                    |
| China Eastern Airlines | Hangzhou-Xiaoshan, Kunming-Changshui                                              |
| Shandong Airlines      | Chengdu-Shuangliu, Xiamen-Gaoqi                                                   |
| Shenzhen Airlines      | Fuzhou-Chánglè, Canton-Baiyun, Shanghai-Hongqiao, Shenzhen-Bao'an, Xi'an-Xianyang |

Édité le 03/02/2018